# Universidad Hasán II de Casablanca
La Universidad Hasán II de Casablanca (en amazig: Tasdawit Elḥsen wiss sin n Kaẓtiene, en árabe: جامعة الحسن الثاني بالدارالبیضاء; sigla UH2C), implantada en el seno de la  capital económica de Marruecos, es una universidad pública que responde a las misiones del servicio público de la enseñanza superior, de la investigación y de la innovación. La universidad Hassan II de Casablanca fue inaugurada en septiembre del 2014 después de la fusión de la universidad  Hassan II Mohammedia y aquella de Casablanca. Con sus 6 campus, sus 18 establecimientos ubicados en Casablanca y Mohammedía, es la universidad más grande de Marruecos. Está clasificada por el U.S. News & World Report el 30.º  de la clasificación regional 2016 de las universidades árabes.La universidad Hassan II de Casablanca ofrece una variedad de formaciones en prácticamente todos los campos disciplinarios (381 sectores). Contiene más de 117.000 estudiantes, 2160 profesores y un personal administrativo y técnico de 1200 trabajadores . La Universidad garantiza su visibilidad a escala nacional e internacional a través de sus diversas estructuras científicas (123 laboratorios, 10 centros de investigación, 2 plataformas de investigación y un observatorio).
Nació de la fusión en 2014 de dos universidades, la Universidad Hassan II Aïn Chock y la Universidad Hassan II Mohammedia, cuyos campus se encuentran en Mohammedia y Casablanca. 

## Universidad Hassan II
La universidad cuenta con 1153 maestros y profesores que enseñan a tiempo completo, que es la tercera cifra más grande en Marruecos. El número oficial de personal es de 849 personas. La biblioteca de Mohammad Sekkat, de 6 pisos cuenta con un área total de 7,000 m y tiene 40,000 libros de texto, 20.000 revistas electrónicas en línea. La biblioteca de la facultad de las ciencias jurídicas, económicas y sociales de Casablanca ha igualmente 25 000  en las propiedades del derecho y de la ciencia política y la economía. El árabe y el francés son las lenguas de enseñanza en la universidad. Para ciertas disciplinas como el derecho, el derecho internacional y las relaciones internacionales, para los estudiantes de doctorado, es necesario conocer las lenguas francesas y árabes. Los cursos técnicos se ofrecen sólo en francés . La Universidad es miembro de la Asociación Internacional de las Universidades (AIU). Los estudiantes extranjeros en la universidad son principalmente originarios de los siguientes países: Senegal, República democrático de Congo, Congo, Mauritania, Libia, Túnez, Argelia, Malí,Yemen, Indonesia, Malasia, Francia, Yibuti.

## Establecimientos universitarios
Campus Casablanca Route d'El Jadida
- Facultad de las ciencias jurídicas, económicas y sociales de Casablanca (FSJESC)[2]
- Facultad de Ciencias Ain Chock (FSAC)[3]
- Escuela superior de tecnología de Casablanca (ESTC)[4]
- Escuela nacional superior de electricidad y de mécanique de Casablanca (ENSEM)[5]
- Escuela normal superior (ENS)[6]

Campus Casablanca Distrito Hospitalario
- Facultad de medicina y de farmacia de Casablanca (FMPC)[7]
- Facultad de medicina dental de Casablanca (FMDC)[8]

Campus Casablanca Ain Chock
- Facultad de las letras y  las ciencias humanas de Ain Chock (FLSH)[9]

Campus Casablanca Ben M'Sick
- Facultad de las ciencias de Ben M'Sik (FSB)[10]
- Facultad de las cartas y de las ciencias humanas de Ben M'Sik (FLSHB)[11]
- Escuela nacional superior de artes y oficios de Casablanca (ENSAM)[12]
- Escuela superior de los artes aplicados (ESAA)

Campus Casablanca Ain Sebaa
- Facultad de las ciencias jurídicas, económicas y sociales de Ain Sebaâ (FSJESA)[13]
- Escuela nacional empresarial de Casablanca (ENCG)[14]

Campus Mohammedia
- Facultad de las ciencias jurídicas, económicas y sociales de Mohammedia (FSJESM)[15]
- Facultad de las cartas y de las ciencias humanas de Mohammedia (FLSHM)[16]
- Facultad de las ciencias y técnicas de Mohammedia(FSTM)[17]
- Escuela nacional superior de la enseñanza técnica de Mohammedia (ENSET)[18]

## Formación
La Universidad Hassan II ofrece una amplia variedad de formación orientada hacia el mundo del trabajo o la investigación en cuatro campos disciplinarios:
- Letras y lenguas
- Ciencias humanas y sociales
- Derecho, economía y gestión
- Ciencias, tecnologías y Salud.

Todos los niveles que conducen a la obtención de títulos universitarios: licencia (L), máster (M) y doctorado (D). Además de las licencias básicas, licencias profesionales (LP), maestrías (M) y maestère spécialisé (MS), también ofrece otros cursos de formación que dan acceso a:
- Diploma de ingeniero
- Diploma universitario (DU)
- Diploma universitario de tecnología (DUT)
- Licencias Ciencias y técnicos (LST)
- Másteres Ciencias y técnicos (MST)
- Diploma del ENCG (DENCG)
- Clases preparatorias integradas (CPI)
- Diploma en sectores farmacéuticos
- Doctorado en medicina general
- Doctorado en medicina
- Diploma nacional de especialidad
- Doctorado en medicina dental.

## La universidad en cifras
- University Web Ranking 2010 clasifica a la Universidad Hassan II Ain Chok en el puesto 80 en África y en el quinto lugar en Marruecos
- Top Colleges & Universities in Morocco